# Sueliton Pereira
Sueliton Pereira de Aguiar (19 d'agost de 1986) és un futbolista brasiler. Juga de lateral dret i el seu equip actual és el Goiás Esporte Clube.
Va ser el primer reforç del club vallecà en la tornada a la Primera Divisió el 2011 procedent del Esporte Clube São José, on disputava el Campionat gaúcho i en què va ser elegit el millor lateral dret del 2011, i el 2013 va fitxar pel Criciúma Esporte Clube. Posteriorment ha jugat al Figueirense FC i al Goiás Esporte Clube.